# Voile aux Jeux olympiques d'été de 2016 - RS:X femmes
Navigation
Londres 2012 Tokyo 2020
Pour un article plus général, voir Voile aux Jeux olympiques d'été de 2016.
L'épreuve de RS:X femmes des Jeux olympiques d'été de 2016 a lieu du 8 au 14 août à Rio de Janeiro.
Les régates se déroulent à Marina da Glória, à Glória, dans la baie de Guanabara.

## Programme
| 8 août                     | 9 août                     | 10 août | 11 août                    | 12 août                       | 13 août | 14 août              |
| -------------------------- | -------------------------- | ------- | -------------------------- | ----------------------------- | ------- | -------------------- |
| Course 1 Course 2 Course 3 | Course 4 Course 5 Course 6 | Repos   | Course 7 Course 8 Course 9 | Course 10 Course 11 Course 12 | Repos   | Course à la médaille |

## Course à la médaille
Après 12 courses, les 10 meilleures des 26 participantes sont qualifiées pour la course à la médaille.
Le classement est effectué sur les 11 meilleures courses.
|                                     |                    | Courses | Courses | Courses | Courses | Courses | Courses | Courses | Courses | Courses | Courses | Courses | Courses | Total | Course à la médaille | Total final |
| ----------------------------------- | ------------------ | ------- | ------- | ------- | ------- | ------- | ------- | ------- | ------- | ------- | ------- | ------- | ------- | ----- | -------------------- | ----------- |
| Médaille d'or, Jeux olympiques      | Charline Picon     | 1       | 2       | 1       | 4       | 5       | 10      | 5       | 11      | 8       | 27      | 3       | 10      | 60    | 4                    | 64          |
| Médaille d'argent, Jeux olympiques  | Chen Peina         | 9       | 11      | 11      | 15      | 7       | 1       | 4       | 10      | 4       | 1       | 1       | 1       | 60    | 6                    | 66          |
| Médaille de bronze, Jeux olympiques | Stefania Elfutina  | 2       | 5       | 3       | 6       | 2       | 9       | 8       | 4       | 6       | 3       | 16      | 7       | 55    | 14                   | 69          |
| 4                                   | Lilian de Geus     | 3       | 4       | 14      | 3       | 3       | 7       | 15      | 19      | 14      | 5       | 2       | 2       | 68    | 2                    | 70          |
| 5                                   | Marina Alabau      | 8       | 7       | 2       | 8       | 6       | 8       | 7       | 2       | 1       | 27      | 9       | 3       | 61    | 10                   | 71          |
| 6                                   | Flavia Tartaglini  | 12      | 1       | 5       | 1       | 1       | 4       | 1       | 12      | 10      | 9       | 5       | 6       | 55    | 16                   | 71          |
| 7                                   | Maayan Davidovich  | 5       | 6       | 6       | 11      | 4       | 3       | 2       | 15      | 14      | 5       | 2       | 2       | 60    | 18                   | 78          |
| 8                                   | Patrícia Freitas   | 6       | 8       | 4       | 2       | 13      | 16      | 10      | 1       | 3       | 8       | 8       | 9       | 76    | 8                    | 80          |
| 9                                   | Bryony Shaw        | 7       | 20      | 9       | 7       | 14      | 12      | 3       | 2       | 2       | 4       | 4       | 4       | 71    | 12                   | 83          |
| 10                                  | Tuuli Petäjä-Sirén | 4       | 9       | 8       | 5       | 9       | 5       | 27      | 3       | 12      | 10      | 6       | 8       | 79    | 20                   | 99          |

## Médaillés
| Or             | Argent     | Bronze            |
| Charline Picon | Chen Peina | Stefania Elfutina |